# Cupa României 2005/06
Der Cupa României in der Saison 2005/06 war das 68. Turnier um den rumänischen Fußballpokal. Sieger wurde zum zwölften Mal Rapid Bukarest, das sich im Finale am 17. Mai 2006 gegen den FC Național Bukarest durchsetzen konnte. Dadurch qualifizierte sich Rapid für den UEFA-Pokal. Titelverteidiger Dinamo Bukarest war im Achtelfinale ausgeschieden.

## Modus
Die Klubs der Divizia A stiegen erst in der Runde der letzten 32 Mannschaften ein. Im Achtel- und Viertelfinale fanden alle Spiele auf neutralem Platz statt. Es wurde jeweils nur eine Partie ausgetragen, das Halbfinale wurde in Hin- und Rückspiel entschieden. Fand nur eine Partie statt und stand diese nach 90 Minuten unentschieden oder konnte in beiden Partien unter Berücksichtigung der Auswärtstorregel keine Entscheidung herbeigeführt werden, folgte eine Verlängerung von 30 Minuten. Falls danach noch immer keine Entscheidung gefallen war, wurde die Entscheidung im Elfmeterschießen herbeigeführt.

## Sechzehntelfinale
| Datum              |                       | Ergebnis              |                           |
| ------------------ | --------------------- | --------------------- | ------------------------- |
| 20. September 2005 | Gaz Metan Mediaș      | 0:0 n. V. (2:4 i. E.) | Oțelul Galați             |
| 21. September 2005 | Gloria Bistrița II    | 1:2 n. V.             | FC Vaslui                 |
|                    | FC Brașov             | 2:2 n. V. (2:4 i. E.) | FCM Bacău                 |
|                    | Rapid Bukarest II     | 0:0 n. V. (8:7 i. E.) | Steaua Bukarest           |
|                    | Gloria Buzău          | 1:2                   | FC Farul Constanța        |
|                    | Universitatea Craiova | 1:0                   | CFR Cluj                  |
|                    | Unirea Dej            | 0:2                   | Politehnica Iași          |
|                    | Dunărea Galați        | 0:1                   | Dinamo Bukarest           |
|                    | Callatis Mangalia     | 0:2                   | Pandurii Târgu Jiu        |
|                    | FC Bihor Oradea       | 0:2                   | Jiul Petroșani            |
|                    | CS Otopeni            | 2:5                   | FCU Politehnica Timișoara |
|                    | Petrolul Ploiești     | 2:1 n. V.             | Gloria Bistrița           |
|                    | FCM Reșița            | 0:1                   | Rapid Bukarest            |
|                    | Cetatea Suceava       | 2:1                   | Sportul Studențesc        |
|                    | FCM Târgoviște        | 3:2 n. V.             | FC Argeș Pitești          |
|                    | CFR Timișoara         | 1:3                   | FC Național Bukarest      |

## Achtelfinale
| Datum            |                           | Ergebnis              |                       | Ort       |
| ---------------- | ------------------------- | --------------------- | --------------------- | --------- |
| 25. Oktober 2005 | Oțelul Galați             | 2:0                   | Pandurii Târgu Jiu    | Mogoșoaia |
| 26. Oktober 2005 | Politehnica Iași          | 2:1 n. V.             | FC Vaslui             | Bacău     |
|                  | FC Farul Constanța        | 4:3                   | Rapid Bukarest II     | Călărași  |
|                  | FCU Politehnica Timișoara | 3:1 n. V.             | FCM Târgoviște        | Craiova   |
|                  | Rapid Bukarest            | 3:2                   | Cetatea Suceava       | Focșani   |
|                  | FC Național Bukarest      | 0:0 n. V. (4:3 i. E.) | Universitatea Craiova | Mioveni   |
|                  | Petrolul Ploiești         | 2:1                   | Dinamo Bukarest       | Otopeni   |
|                  | Jiul Petroșani            | 2:0                   | FCM Bacău             | Săcele    |

## Viertelfinale
| Datum            |                      | Ergebnis              |                           | Ort       |
| ---------------- | -------------------- | --------------------- | ------------------------- | --------- |
| 7. Dezember 2005 | FC Național Bukarest | 0:0 n. V. (4:3 i. E.) | Oțelul Galați             | Buzău     |
|                  | Rapid Bukarest       | 1:0                   | Politehnica Iași          | Focșani   |
|                  | FC Farul Constanța   | 1:0                   | Jiul Petroșani            | Mogoșoaia |
|                  | Petrolul Ploiești    | 3:2                   | FCU Politehnica Timișoara | Târgu Jiu |

## Halbfinale
Die Hinspiele fanden am 22. März 2006, die Rückspiele am 26. April 2006 statt.
|                    | Gesamt |                      | Hinspiel | Rückspiel |
| ------------------ | ------ | -------------------- | -------- | --------- |
| Rapid Bukarest     | 7:4    | Petrolul Ploiești    | 4:1      | 3:3       |
| FC Farul Constanța | 2:4    | FC Național Bukarest | 1:0      | 1:4       |

## Finale
| Paarung              | Rapid Bukarest – FC Național Bukarest |
| Ergebnis             | 1:0 n. V. |
| Datum                | 17. Mai 2006 |
| Stadion              | Lia-Manoliu-Stadion, Bukarest |
| Zuschauer            | 12.000 |
| Schiedsrichter       | Sorin Corpodean (Alba Iulia) |
| Tore                 | 1:0 Daniel Niculae (91.) |
| Rapid Bukarest       | Dănuț Coman, Marius Constantin, Vasile Maftei, Ionuț Rada, Valentin Bădoi, Nicolae Grigore (67. Valentin Negru), Romeo Stancu, Artavazd Karamian (99. Ionuț Stancu), Mugurel Buga, Daniel Niculae, Daniel Pancu (55. Viorel Moldovan) Cheftrainer: Răzvan Lucescu |
| FC Național Bukarest | Eugen Nae, Cristian Săpunaru, Ovidiu Burcă, Ersin Mehmedović, Mihai Panc, Abiodun Agunbiade, John Srhoj (63. Robert Ghindeanu), Zeno Bundea (92. Daniel Marin), Ovidiu Herea, Iulian Tameș (32. Ciprian Mozacu), Ryan Griffiths Cheftrainer: Cristiano Bergodi    |